# Tremella frondosa

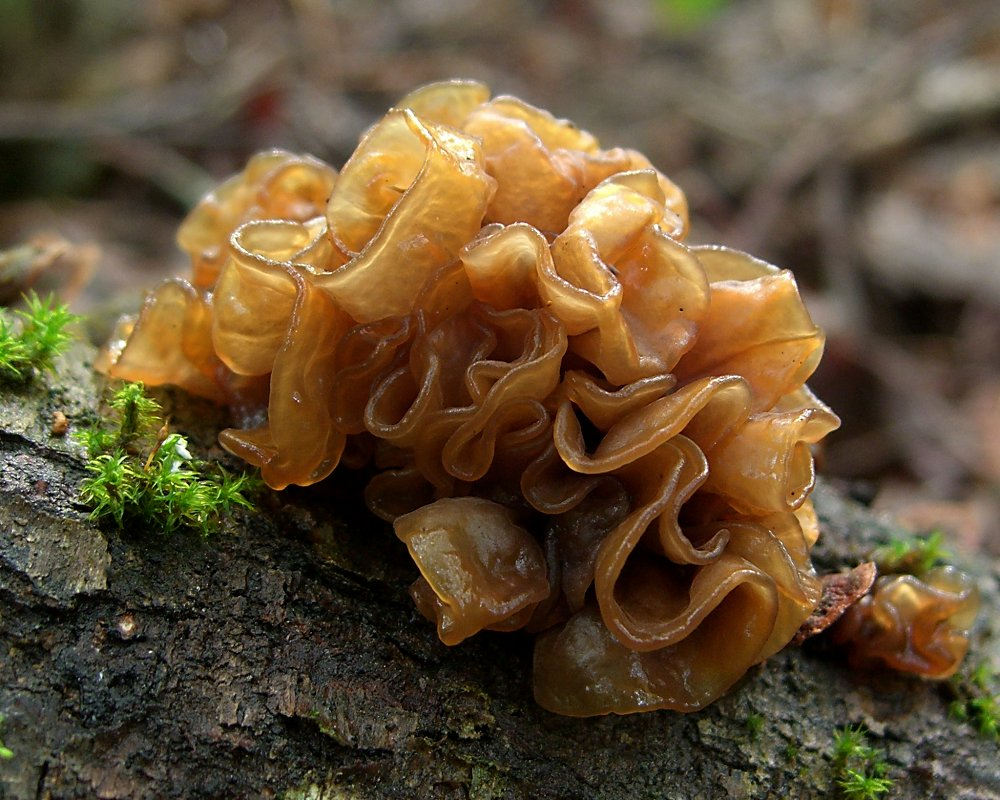
Tremella frondosa

Tremella frondosa é um fungo comestível gelatinoso. Na China, ele é chamado de huáng ěr (黄耳; literalmente, "orelha amarela"), e às vezes está incluido no prato vegetariano chamado Delícias de Buda.